# Caudron

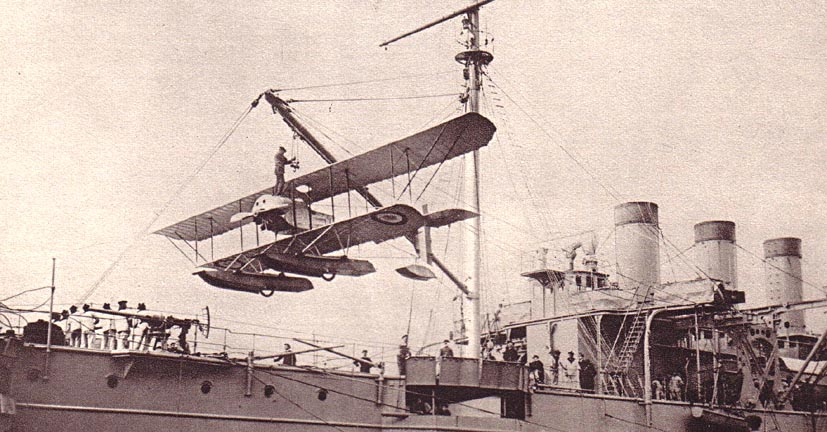
Гидросамолет Caudron Type J (фр.) поднимается краном на борт гидроавианосца «Foudre» (фр.), апрель 1914 года

«Аэропланы Гудрон» (ko.dʁɔ̃), или «Аэропланы Кодрон» (фр. Société des avions Caudron) — французская компания, основанная в 1909 году братьями Кодрон: Гастоном (1882—1915) и Рене (1884—1959). Одна из первых компаний, разрабатывавших и поставлявших французской армии самолёты как в Первую, так и во Вторую мировую войны. Приобретена фирмой Renault в 1933 году, однако ещё несколько лет действовала в качестве её дочерней компании.

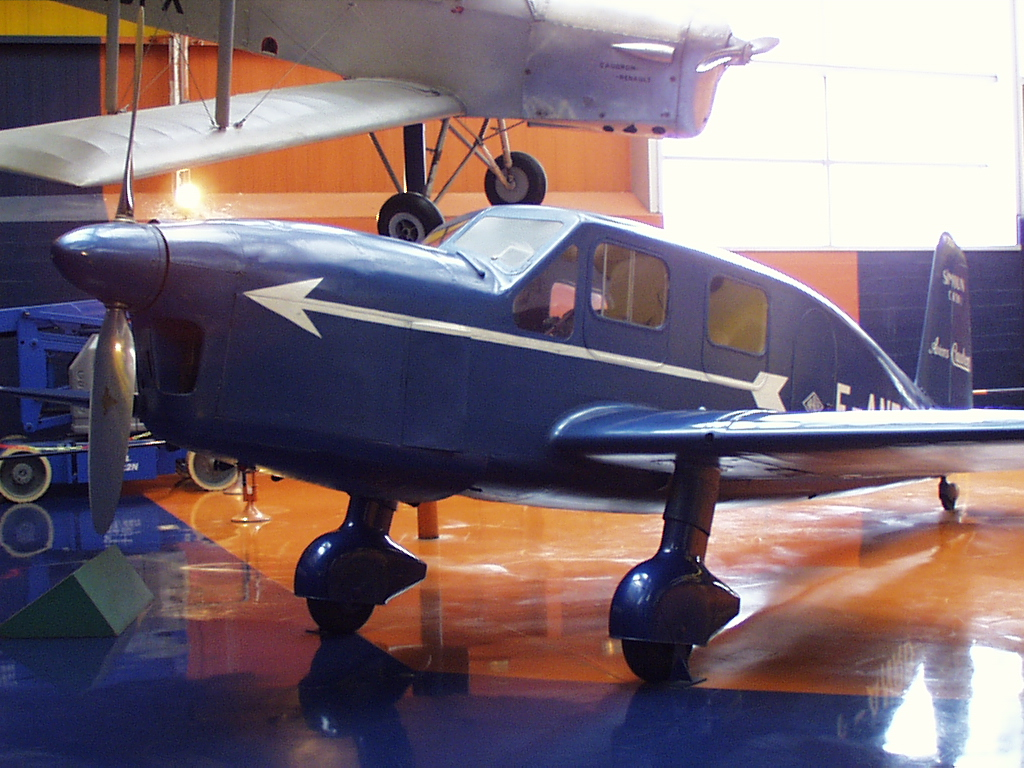
Сохранённый C.635 в раскраске почтовой службы Франции Air Bleu, Музей неба и космоса, Ле Бурже

## Самолёты фирмы
- C.500
- C.520
- C.600
- C.620
- С.630 Simoun
- C.631
- C.632
- C.633
- C.635
- C.640
- C.690
- C.713
- C.714
- C.760